# Manfred Honetschläger
Manfred Honetschläger (* 1959) ist ein deutscher Jazzmusiker (Posaune, Bassposaune, Arrangement, Komposition), der auch als Orchestrator und Komponist von Filmmusiken hervortrat.

## Leben und Wirken
Honetschläger wuchs im hessischen Butzbach auf und lernte bereits als Kind Posaune. Während der Ableistung seines Militärdienstes spielte er im Musikkorps der Bundeswehr. Anschließend studierte er an der Musikhochschule Frankfurt Orchestermusik und spielte neben dem Studium als Posaunist in Sinfonie- und Opernorchestern (wie dem Frankfurter Opern- und Museumsorchester), außerdem in Jazz-Formationen (wie 1982 mit Torolf Mølgaards Trombones United) und Bigbands, u. a. im European Jazz Orchestra von Gerry Mulligan. Des Weiteren studierte er um 1985 Komposition und Arrangement bei Bill Dobbins und Rayburn Wright an der Eastman School of Music, ferner in den 1990er-Jahren bei Kenny Napper am Konservatorium in Hilversum sowie bei Bob Brookmeyer und Jim McNeely an der Musikhochschule Köln.
1984 kam Honetschläger erstmals zur hr-Bigband, der er bis Ende 2019 als Mitglied des Posaunensatzes angehörte; er leitete in späteren Jahren außerdem projektweise die hr-Bigband bei Cross-Over-Produktionen etwa mit Bela B., Laith Al Deen und Pe Werner sowie im Rahmen des Jazzfestival Frankfurt mit Aki Takase und Rudi Mahall. Im Laufe seiner Karriere arbeitete er außerdem mit dem Radio-Sinfonieorchester Warschau und dem Filmorchester Babelsberg, mit dem er als Dirigent, Komponist (Erbsen auf halb sechs) und Arrangeur für Musik- und Filmproduktionen tätig war.
Honetschläger komponierte Kammermusik, eine Jazz-Messe und Musik für Hörspiele (wie für Der Hundertjährige, der aus dem Fenster stieg und verschwand). Sein Orchesterwerk Die Verführung des Pentheus, mit einem Text von John von Düffel nach den „Bakchen“ von Euripides, wurde 2016 vom Orchester und Big-Band der Deutschen Oper Berlin uraufgeführt.
Im Bereich des Jazz war Honetschläger Tom Lord zufolge zwischen 1982 und 2016 an nur 26 Aufnahmesessions beteiligt, meist Produktionen der hr-Bigband mit Gastsolisten wie Eddie Daniels, Marjorie Barnes/Frits Landesbergen, Bill Ramsey, Billy Cobham/Colin Towns, Dave Douglas, Richie Beirach/Dave Liebman, John Hollenbeck und Julian Argüelles, ferner mit The Danish-German Slide Combination (Fugue for Tinhorns, 1988), dem Kurt Bong Orchester, der Rainer Heute Big Band und mit Buddy DeFranco (The Three Sopranos, 1998).

## Filmografie (Auswahl)
- 2001: Blackwoods (Regie: Uwe Boll)
- 2003: House of the Dead (Regie: Uwe Boll)
- 2010: Wir sind die Nacht (Regie: Dennis Gansel)